# Gieorgij von Rosenschild-Paulin
Gieorgij Konstantinowicz von Rosenschild-Paulin, ros. Георгий Константинович фон Розеншильд-Паулин (ur. 10 marca 1910 roku we wsi Zabołotje w guberni witebskiej, zm. 3 stycznia 1962 roku w Le Kremlin-Bicêtre) – rosyjski działacz emigracyjny, inżynier.

## Życiorys
Ukończył Szkołę Wawelberga i Rotwanda w Warszawie. Był członkiem Narodowego Związku Pracujących (NTS). W 1934 r. uczestniczył w III zjeździe NTS w Jugosławii jako delegat oddziału organizacji z Polski. W II poł. lat 30. działał w Rosyjskim Stowarzyszeniu Młodzieży. Następnie pracował jako główny inżynier w fabryce kabli w Ożarowie. W 1944 r. wyjechał z okupowanej Polski do III Rzeszy. W 1946 roku przybył do Francji. Zamieszkał w Villejuif. Został inżynierem w fabryce kabli Geoffroy-Delore. Był autorem licznych patentów technicznych. Zajmował się też technikami kosmicznymi. Prowadził konsultacje delegacji inżynierskich z ZSRR. Działał w Związku Inżynierów Rosyjskich we Francji, występując z wykładami i odczytami. Był też członkiem Rosyjskiej Asocjacji Pomocy Zawodowej. Tłumaczył naukowe prace techniczne.